# Хульда-Хроккинскинна
Хульда-Хроккинскинна - королевская сага об истории норвежских конунгов приблизительно с 1035 по 1177 год, написанная в Исландии около 1280 году.
Название произошло от двух исландских рукописей «Hulda» («сокрытый, тайный пергамент») и «Hrokkinskinna» («морщинистый пергамент»), ни одна из  которых не является источником другой. «Hulda» и «Hrokkinskinna» — это родственные рукописи, восходящие прямо или опосредованно к одной общей рукописи-компиляции. Хульда-Хроккинскинна основывается преимущественно на третьей части «Круга земного» и «Гнилой коже». Компиляция была составлена на основании рукописей, которые сейчас утеряны, после 1268 г., скорее даже после 1280 г.
Текст Хульды-Хрокинскины был опубликован в шестом и седьмом томах сборника «Fornmanna sögur» в 1831 и 1832 годах. Переиздавалась она только 1968 году датской исследовательницей Йонной Луис-Йенсен без изменений, а в 1977 году был опубликован полный анализ саги.

## Рукописи
- «Hulda» — AM 66 fol., между 1320 и 1380 гг.
- «Hrokkinskinna» — GKS 1010 fol., нач. XV в.

## Состав Хульды-Хроккинскинны
В Хульду-Хроккинскинну входят, помимо прочего, следующие пряди:
- Прядь о Торгриме сыне Халли (Þorgríms þáttr Hallasonar)
- Прядь о Хравне сыне Гудрун (Hrafns þáttr Guðrúnarsonar)
- Прядь о Хрейдаре (Hreiðars þáttr)
- Прядь о Халльдоре, сыне Снорри (Halldórs þáttr Snorrasonar)
- Прядь об Аудуне с Западных Фьордов (Auðunar þáttr vestfirzka)
- Прядь о Бранде Щедром (Brands þáttr örva)
- Прядь о Торстейне Сказителе (Þorsteins þáttr sögufróða)
- Прядь о Торварде Вороньем Клюве (Þorvarðar þáttr krákunefs)
- Прядь о Дерзком Халли (Sneglu-Halla þáttr)
- Прядь об Одде сыне Офейга (Odds þáttr Ófeigssonar)
- Прядь о Стуве (Stúfs þáttr)
- Прядь о Гисле сыне Иллуги (Gísls þáttr Illugasonar)
- Прядь об Иваре сыне Ингимунда (Ívars þáttr Ingimundarsonar)
- Прядь о Торде Золотой Асы (Gull-Ásu-Þórðar þáttr)